# Чемпионат Европы по мини-футболу 2012 (отборочный турнир)
Отборочный турнир Евро-2012 по мини-футболу определил участников чемпионата Европы по мини-футболу 2012 в Хорватии.  Отбор собрал рекордное количество участников — 43 сборные. В зависимости от рейтинга они начали турнир либо со стадии предварительного раунда, либо со стадии отборочного раунда. Игры турнира прошли в начале 2011 года. Предварительный раунд состоялся в период с 20-го по 24-е января, отборочный — с 24-го по 28-е февраля.
По итогам турнира были отобраны 11 сборных, которые присоединились к сборной Хорватии для участия в финальной стадии.

## Корзины
Согласно рейтингу все сборные были поделены на семь корзин. Команды, попавшие в три наилучшие по рейтингу корзины, начали турнир с отборочного раунда, остальные — с предварительного раунда.

### Корзины отборочного раунда
(лучшие по рейтингу)
| Корзина 1                                                  | Корзина 2                                                          | Корзина 3                                                                     |
| ---------------------------------------------------------- | ------------------------------------------------------------------ | ----------------------------------------------------------------------------- |
| - Испания - Италия - Португалия - Россия - Чехия - Украина | - Сербия - Венгрия - Белоруссия - Азербайджан - Румыния - Словения | - Бельгия - Словакия - Казахстан - Босния и Герцеговина - Нидерланды - Польша |

Команды, выделенные жирным шрифтом, были выбраны в качестве хозяев матчей своей группы, соответственно при жеребьёвке не могли попасть в одну группу.

### Корзины предварительного раунда
(худшие по рейтингу)
| Корзина 4                                                     | Корзина 5                                             | Корзина 6                                                       | Корзина 7                                                         |
| ------------------------------------------------------------- | ----------------------------------------------------- | --------------------------------------------------------------- | ----------------------------------------------------------------- |
| - Израиль - Литва - Греция - Молдавия - Македония - Финляндия | - Латвия - Франция - Андорра - Кипр - Грузия - Турция | - Албания - Черногория - Болгария - Армения - Англия - Ирландия | - Эстония - Норвегия - Сан-Марино - Швейцария - Исландия - Мальта |

Команды, выделенные жирным шрифтом, были выбраны в качестве хозяев матчей своей группы, соответственно при жеребьёвке не могли попасть в одну группу.

## Предварительный раунд
Матчи раунда прошли в период с 20-го по 24-е января 2011 года

Матчи каждой группы приняла одна из входящих в неё команд (выделена жирным шрифтом). Каждая команда сыграла с каждой другой командой своей группы по одному разу. В отборочный раунд вышли только победители групп.

### Группа A
| М | Команда    | И | В | Н | П | Мячи   | ±  | О |
| - | ---------- | - | - | - | - | ------ | -- | - |
| 1 | Турция     | 3 | 2 | 0 | 1 | 11 − 6 | +5 | 6 |
| 2 | Черногория | 3 | 2 | 0 | 1 | 9 − 9  | 0  | 6 |
| 3 | Молдавия   | 3 | 1 | 0 | 2 | 8 − 10 | −2 | 3 |
| 4 | Швейцария  | 3 | 1 | 0 | 2 | 8 − 11 | −3 | 3 |

И — игры, В — выигрыши, Н — ничьи, П — проигрыши, Мячи — забитые и пропущенные голы, ± — разница голов, О — очки

### Группа B
| М | Команда  | И | В | Н | П | Мячи    | ±  | О |
| - | -------- | - | - | - | - | ------- | -- | - |
| 1 | Латвия   | 3 | 3 | 0 | 0 | 11 − 5  | +6 | 9 |
| 2 | Исландия | 3 | 2 | 0 | 1 | 15 − 10 | +5 | 6 |
| 3 | Греция   | 3 | 0 | 1 | 2 | 6 − 11  | −5 | 1 |
| 4 | Армения  | 3 | 0 | 1 | 2 | 4 − 10  | −6 | 1 |

И — игры, В — выигрыши, Н — ничьи, П — проигрыши, Мячи — забитые и пропущенные голы, ± — разница голов, О — очки

### Группа C
| М | Команда   | И | В | Н | П | Мячи   | ±   | О |
| - | --------- | - | - | - | - | ------ | --- | - |
| 1 | Македония | 3 | 3 | 0 | 0 | 11 − 4 | +7  | 9 |
| 2 | Грузия    | 3 | 2 | 0 | 1 | 13 − 2 | +11 | 6 |
| 3 | Англия    | 3 | 1 | 0 | 2 | 4 − 9  | −5  | 3 |
| 4 | Эстония   | 3 | 0 | 0 | 3 | 4 − 17 | −13 | 0 |

И — игры, В — выигрыши, Н — ничьи, П — проигрыши, Мячи — забитые и пропущенные голы, ± — разница голов, О — очки

### Группа D
| М | Команда  | И | В | Н | П | Мячи   | ±   | О |
| - | -------- | - | - | - | - | ------ | --- | - |
| 1 | Франция  | 3 | 3 | 0 | 0 | 11 − 3 | +8  | 9 |
| 2 | Болгария | 3 | 2 | 0 | 1 | 14 − 5 | +9  | 6 |
| 3 | Литва    | 3 | 1 | 0 | 2 | 9 − 10 | −1  | 3 |
| 4 | Мальта   | 3 | 0 | 0 | 3 | 2 − 18 | −16 | 0 |

И — игры, В — выигрыши, Н — ничьи, П — проигрыши, Мячи — забитые и пропущенные голы, ± — разница голов, О — очки

### Группа E
| М | Команда    | И | В | Н | П | Мячи    | ±   | О |
| - | ---------- | - | - | - | - | ------- | --- | - |
| 1 | Финляндия  | 3 | 2 | 1 | 0 | 18 − 2  | +16 | 7 |
| 2 | Албания    | 3 | 2 | 0 | 1 | 11 − 17 | −6  | 6 |
| 3 | Кипр       | 3 | 1 | 1 | 1 | 13 − 11 | +2  | 4 |
| 4 | Сан-Марино | 3 | 0 | 0 | 3 | 0 − 16  | −16 | 0 |

И — игры, В — выигрыши, Н — ничьи, П — проигрыши, Мячи — забитые и пропущенные голы, ± — разница голов, О — очки

### Группа F
| М | Команда  | И | В | Н | П | Мячи   | ±   | О |
| - | -------- | - | - | - | - | ------ | --- | - |
| 1 | Норвегия | 3 | 3 | 0 | 0 | 19 − 6 | +13 | 9 |
| 2 | Андорра  | 3 | 2 | 0 | 1 | 9 − 9  | 0   | 6 |
| 3 | Израиль  | 3 | 1 | 0 | 2 | 7 − 11 | −4  | 3 |
| 4 | Ирландия | 3 | 0 | 0 | 3 | 1 − 10 | −9  | 0 |

И — игры, В — выигрыши, Н — ничьи, П — проигрыши, Мячи — забитые и пропущенные голы, ± — разница голов, О — очки

## Отборочный раунд
Матчи раунда пройдут в период с 24-го по 28-е февраля 2011 года

Матчи каждой группы примет одна из входящих в неё команд (выделена жирным шрифтом). Каждая команда сыграет с каждой другой командой своей группы по одному разу. Участниками финального турнира Евро-2012 станут победители групп, а также пять лучших команд, занявших второе место.

### Группа 1
| М | Команда     | И | В | Н | П | Мячи    | ±   | О |
| - | ----------- | - | - | - | - | ------- | --- | - |
| 1 | Испания     | 3 | 3 | 0 | 0 | 17 − 3  | +14 | 9 |
| 2 | Азербайджан | 3 | 2 | 0 | 1 | 13 − 13 | 0   | 6 |
| 3 | Казахстан   | 3 | 1 | 0 | 2 | 5 − 11  | −6  | 3 |
| 4 | Франция     | 3 | 0 | 0 | 3 | 2 − 10  | −8  | 0 |

И — игры, В — выигрыши, Н — ничьи, П — проигрыши, Мячи — забитые и пропущенные голы, ± — разница голов, О — очки

### Группа 2
Подробности матчей с участием сборной России смотри в статье Матчи сборной России по мини-футболу в 2011 году
| М | Команда    | И | В | Н | П | Мячи   | ±   | О |
| - | ---------- | - | - | - | - | ------ | --- | - |
| 1 | Россия     | 3 | 3 | 0 | 0 | 10 − 1 | +9  | 9 |
| 2 | Сербия     | 3 | 1 | 1 | 1 | 9 − 6  | +3  | 4 |
| 3 | Нидерланды | 3 | 1 | 1 | 1 | 8 − 7  | +1  | 4 |
| 4 | Финляндия  | 3 | 0 | 0 | 3 | 3 − 16 | −13 | 0 |

И — игры, В — выигрыши, Н — ничьи, П — проигрыши, Мячи — забитые и пропущенные голы, ± — разница голов, О — очки

### Группа 3
| М | Команда    | И | В | Н | П | Мячи   | ±   | О |
| - | ---------- | - | - | - | - | ------ | --- | - |
| 1 | Португалия | 3 | 3 | 0 | 0 | 14 − 2 | +12 | 9 |
| 2 | Белоруссия | 3 | 1 | 1 | 1 | 5 − 8  | −3  | 4 |
| 3 | Польша     | 3 | 0 | 2 | 1 | 4 − 10 | −6  | 2 |
| 4 | Македония  | 3 | 0 | 1 | 2 | 4 − 7  | −3  | 1 |

И — игры, В — выигрыши, Н — ничьи, П — проигрыши, Мячи — забитые и пропущенные голы, ± — разница голов, О — очки

### Группа 4
| М | Команда  | И | В | Н | П | Мячи    | ±  | О |
| - | -------- | - | - | - | - | ------- | -- | - |
| 1 | Чехия    | 3 | 2 | 0 | 1 | 9 − 7   | +2 | 6 |
| 2 | Румыния  | 3 | 2 | 0 | 1 | 9 − 7   | +2 | 6 |
| 3 | Словакия | 3 | 2 | 0 | 1 | 13 − 10 | +3 | 6 |
| 4 | Норвегия | 3 | 0 | 0 | 3 | 4 − 11  | −7 | 0 |

И — игры, В — выигрыши, Н — ничьи, П — проигрыши, Мячи — забитые и пропущенные голы, ± — разница голов, О — очки

### Группа 5
| М | Команда | И | В | Н | П | Мячи   | ±   | О |
| - | ------- | - | - | - | - | ------ | --- | - |
| 1 | Украина | 3 | 3 | 0 | 0 | 20 − 6 | +14 | 9 |
| 2 | Турция  | 3 | 2 | 0 | 1 | 8 − 16 | −8  | 6 |
| 3 | Венгрия | 3 | 1 | 0 | 2 | 7 − 10 | −3  | 3 |
| 4 | Бельгия | 3 | 0 | 0 | 3 | 8 − 11 | −3  | 0 |

И — игры, В — выигрыши, Н — ничьи, П — проигрыши, Мячи — забитые и пропущенные голы, ± — разница голов, О — очки

### Группа 6
| М | Команда              | И | В | Н | П | Мячи   | ±   | О |
| - | -------------------- | - | - | - | - | ------ | --- | - |
| 1 | Италия               | 3 | 3 | 0 | 0 | 12 − 1 | +11 | 9 |
| 2 | Словения             | 3 | 2 | 0 | 1 | 9 − 6  | +3  | 6 |
| 3 | Босния и Герцеговина | 3 | 1 | 0 | 2 | 4 − 11 | −7  | 3 |
| 4 | Латвия               | 3 | 0 | 0 | 3 | 6 − 13 | −7  | 0 |

И — игры, В — выигрыши, Н — ничьи, П — проигрыши, Мячи — забитые и пропущенные голы, ± — разница голов, О — очки

## Рейтинг вторых мест
| М | Команда     | И | В | Н | П | Мячи    | ±  | О |
| - | ----------- | - | - | - | - | ------- | -- | - |
| 1 | Словения    | 3 | 2 | 0 | 1 | 9 − 6   | +3 | 6 |
| 2 | Румыния     | 3 | 2 | 0 | 1 | 9 − 7   | +2 | 6 |
| 3 | Азербайджан | 3 | 2 | 0 | 1 | 13 − 13 | 0  | 6 |
| 4 | Турция      | 3 | 2 | 0 | 1 | 8 − 16  | −8 | 6 |
| 5 | Сербия      | 3 | 1 | 1 | 1 | 9 − 6   | +3 | 4 |
| 6 | Белоруссия  | 3 | 1 | 1 | 1 | 5 − 8   | −3 | 4 |

И — игры, В — выигрыши, Н — ничьи, П — проигрыши, Мячи — забитые и пропущенные голы, ± — разница голов, О — очки

## Участники Евро-2012
- Азербайджан
- Испания (чемпион Евро-2010)
- Италия
- Португалия
- Россия
- Румыния
- Сербия
- Словения
- Турция
- Украина
- Хорватия (хозяева, без отбора)
- Чехия